# The Christmas Show
The Christmas Show è un film del 2022 diretto da Alberto Ferrari.

## Trama
La vita di una madre single viene completamente stravolta dalla partecipazione ad un reality show e dalla conoscenza del suo nuovo vicino di casa.

## Distribuzione
Il film è stato distribuito nelle sale cinematografiche italiane dal 17 novembre 2022. È stato prodotto un video promozionale diretto dai DinsiemE con interpreti i DinsiemE, Raoul Bova e Serena Autieri in occasione del lancio del film.